# The Baltic and International Maritime Council

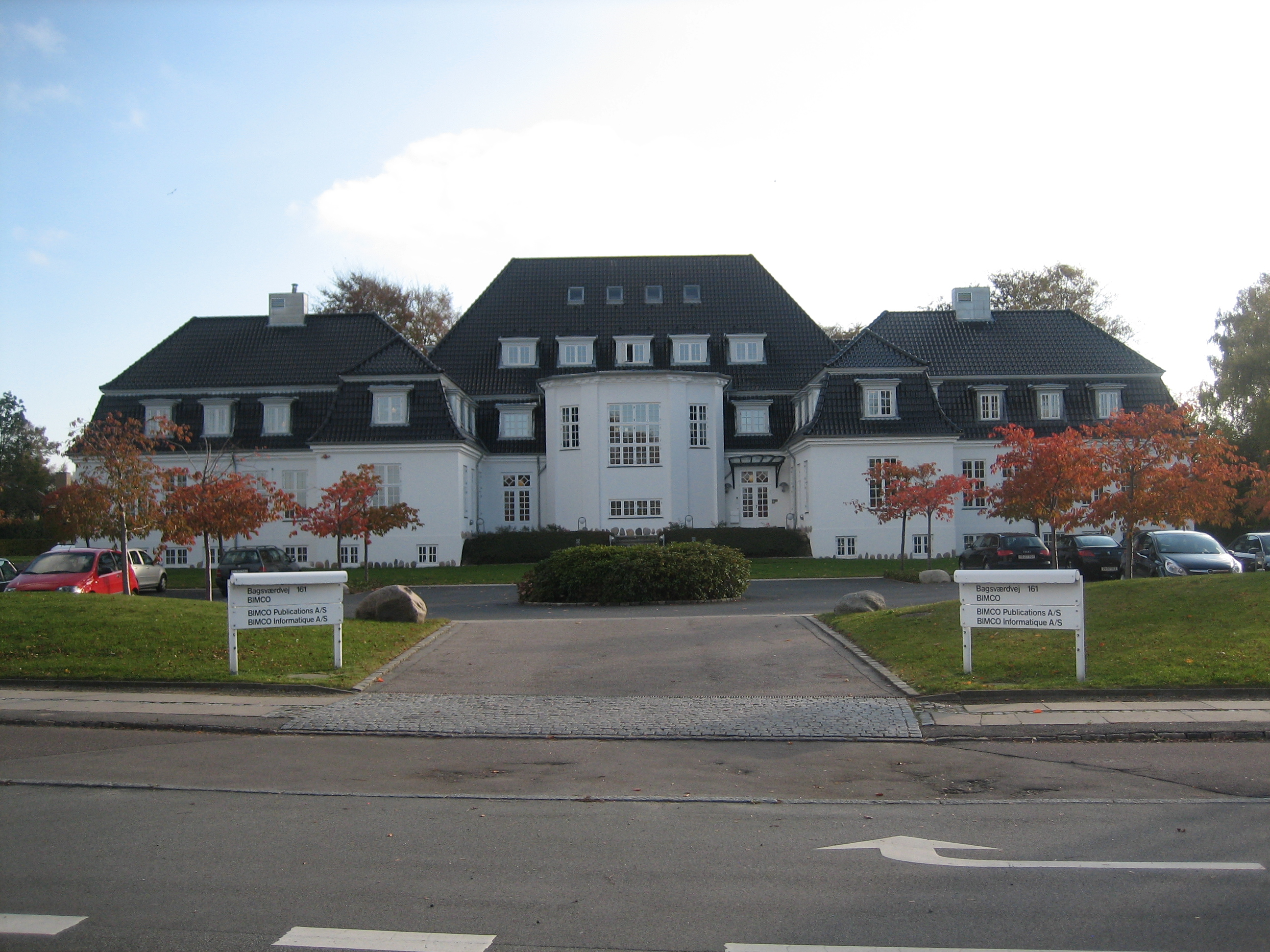
Sitz der BIMCO in Bagsværd

The Baltic and International Maritime Council (deutsch etwa: Der ostseeische und internationale Schifffahrtsrat, kurz: BIMCO, früher: The Baltic and International Maritime Conference) ist eine internationale Schifffahrtsorganisation. Sitz der Organisation ist der Kopenhagener Vorort Bagsværd in Dänemark.

## Einzelheiten
Die im Jahre 1905 gegründete Organisation fungiert als unabhängiger Zusammenschluss von Schiffseignern, Reedereien, Schiffsmaklern, Schifffahrtsagenturen und zahlreichen anderen Schifffahrtsbeteiligten. Ziele der BIMCO sind die Verbesserung von Standards sowie eine Angleichung von Regeln und Gesetzen in der Seeschifffahrt. Darüber hinaus wirkt die Organisation auf eine Entwicklung einer für alle Seiten angemessenen und gleichberechtigten Schifffahrtspolitik hin.
Die BIMCO ist eine Internationale Nichtregierungsorganisation (INGO) und einer Reihe von Organisationen der Vereinten Nationen als Organisation mit Beobachterstatus beigeordnet. Des Weiteren bestehen enge Verbindungen zu zahlreichen Schifffahrtsbehörden, Regierungsorganen und anderen Schifffahrtsbeteiligten in der Europäischen Union, den Vereinigten Staaten und in Asien.
Die Vereinsarbeit setzt sich im Hinblick auf ihre Mitglieder aus der Erfassung und Bereitstellung einer breiten Auswahl von schifffahrtsbezogenen Daten und Informationen sowie aus der Beratung und Hilfestellung in praktischen Fällen zusammen. Herausragende Bedeutung haben hier vor allem die zahlreichen Standard-Seefracht-, Schiffskauf- und Charterverträge.